# Ian Robinson
Ian Robinson (Darlington (Engeland), ?) is een Brits componist, dirigent, trompettist en cornettist.

## Levensloop
Robinson werd in jonge jaren lid van de brassband van het Leger des Heils en speelde cornet. Zijn vakbekwaamheid groeide tot hij in het hele land als solist concerten verzorgde. Hij studeerde trompet en brassbanddirectie en het uitgevoerde oeuvre varieerde van barokmuziek tot jazz. Hij werkte in het National Youth Jazz Orchestra van Engeland als solist mee. 
Hij soleerde als cornettist rond 10 jaar met vele brassbands in het Noorden van Engeland en was van 1980 tot 1990 solo cornettist van de Fishburn brassband. Van 1990 tot 2001 was hij dirigent van de Fishburn Brass Band vanuit het dorpje Fishburn in de buurt van Sedgefield. In november 2003 werd hij dirigent van de (Tavistock) Chester Le Street Riverside Band, die zich vanaf 2008 NASUWT Riverside Band noemt. Hij was ook korte tijd dirigent van de Bearpark and Esh Colliery Band.
Als componist schreef hij verschillende werken voor brassband.

## Composities

### Werken voor brassband
- 1990 Morning Star
- A Chance in Time
- A Gentleman's Carol (God Rest Ye Merry Gentlemen)
- Beyond the blue, voor flugelhoorn en brassband
- He is exhalted
- Intrada: To a God Like This